# 稲田朋美
稲田 朋美（いなだ ともみ、1959年〈昭和34年〉2月20日 - ）は、日本の政治家、弁護士。旧姓は椿原（つばきはら）。自由民主党所属の衆議院議員（7期）。
防衛大臣（第15代）、内閣府特命担当大臣（規制改革）、国家公務員制度担当大臣（初代）、衆議院消費者問題特別委員長、自由民主党政務調査会長（第56代）、自由民主党幹事長代行（第6代）、自由民主党福井県支部連合会会長を歴任。長女は稲田の公設第二秘書。

## 来歴
福井県今立郡今立町（現・越前市）生まれ（現住所は福井市中央3丁目）。父親は政治運動家の椿原泰夫。
1977年3月、京都府立乙訓高等学校卒業。1981年3月、早稲田大学法学部卒業。
1982年、司法試験合格。1983年、司法修習生となる（37期、同期に西村眞悟、中村和雄、定塚誠など。夫の稲田龍示も同期）。1985年、弁護士登録（大阪弁護士会、2008年12月以降は福井弁護士会）。
1989年、弁護士の稲田龍示と結婚。1990年、税理士登録。西梅田法律事務所に勤務。
2004年、弁護士法人光明会（大阪市北区）代表に就任。なお、この代表就任は初当選時の選挙公報に記載されていた。学校法人森友学園の国有地問題に端を発した2017年3月8日の参院予算委員会での野党からの質問に対し「代表となったことはない」と答弁した。その後、3月15日の同委員会において、民進党の杉尾秀哉から、選挙公報の記載との矛盾を問われ「04年12月の法人設立当初は代表社員を置かない社員2人体制で、業務執行上、弁護士各自が会を代表していることから代表と記述した。選挙公報は誤りではない」とし、また2008年に定款を変更して夫を代表社員にしたため「正確な記述とするため、訂正を申し出ることにした」と答弁した。

### 政界入りへの経緯
早稲田大学法学部在学中、当時男女雇用機会均等法も制定されておらず就職先がほとんど無く、弁護士を目指して司法試験を受験しようと考えた。1日約16時間勉強して司法試験に合格し、弁護士資格を取得すると5年間にわたり法律事務所の雇われ弁護士として法律の仕事を習得したが、第1子出産を機に退職した。その頃、夫・龍示が『産経新聞』と『正論』を購読していたので稲田も読むようになり、やがて今の教育を疑問視する投稿等をたびたびするようになった。その後、弁護士の高池勝彦から電話で「南京事件についていっしょに裁判をやらないか」と声をかけられる。本人はその当時の心境を「東京日日新聞、現在の毎日新聞が戦意高揚で書いた〔南京事件の際の「百人斬り競争」の〕嘘の記事が唯一の証拠になって、戦後の南京の軍事裁判のBC級戦犯として〔競争をしたと書かれた野田毅少尉と向井敏明少尉の〕2人が処刑された。まったく嘘のことが、日本の名誉を傷つけるようなことが教科書でも教えられているし、本当のこととして流布されているという現状を私は日本人として放置できないと思ったんです」と述べている。最終弁論の日、向井少尉の次女の向井千恵子に出会い、女性一人で戦っている姿を見て感銘を受ける。これがきっかけで野田少尉と向井少尉の遺族が『毎日新聞』『朝日新聞』本多勝一らを相手取り、名誉毀損の裁判を起こすことになった。稲田は「私は政治には全然興味がなかったんですけど、嘘のことで日本の名誉が毀損されているという状況を何とかしたいと思ったんですね」と述べている。
2005年の小泉純一郎政権による郵政解散のちょうど2週間ほど前、自由民主党本部で「『百人斬り競争』はでっち上げである」という内容の講演をした。これを聴講していた安倍晋三幹事長代理（後の内閣官房長官、総理総裁歴任）の目に留まり、同年の衆議院選挙候補にスカウトされ、福井1区で出馬し373票の僅差で初当選を果たす。

## ギャラリー
- 安倍晋三首相らと共に稲田が揮毫した内閣人事局の看板を掛ける（2014年5月30日）[10]
- 潜水艦「こくりゅう」の甲板に搭乗（2016年8月23日）
- 富士総合火力演習を視察（2016年8月28日）
- 米国のアシュトン・カーター国防長官と（2016年9月15日）
- 米国のジェームズ・マティス国防長官、安倍晋三首相と（2017年2月3日）
- 左から、ロシアのセルゲイ・ショイグ国防相、セルゲイ・ラブロフ外相、岸田文雄外相、稲田（2017年3月20日）
- 左から韓国の韓民求国防部長官、カーター国防長官、稲田（2017年6月3日）

## 政歴
- 2005年（平成17年）

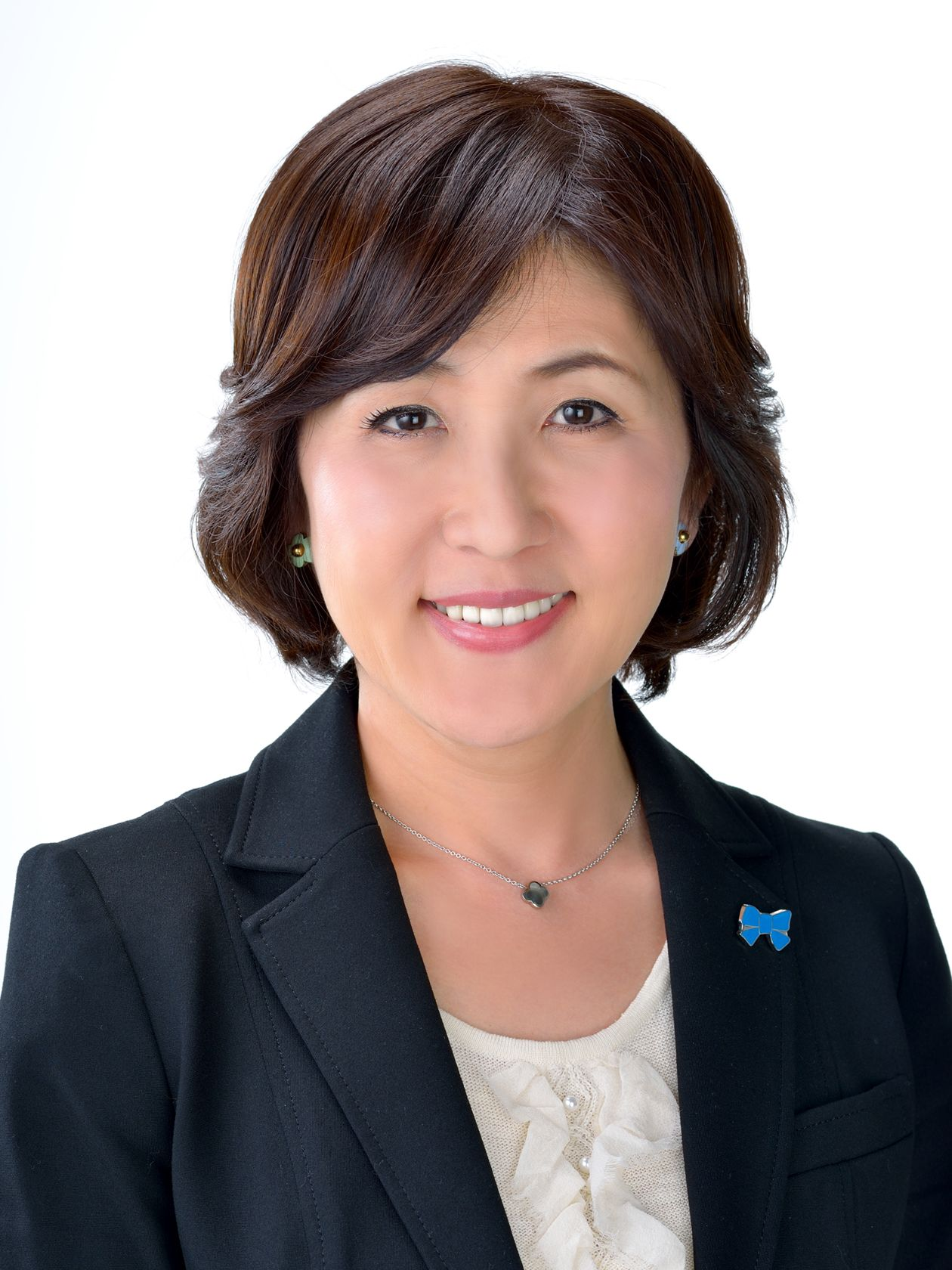
内閣広報室より公表された肖像
（2012年 撮影

  - 8月18日 - 自由民主党本部で、小泉純一郎首相から郵政民営化法案に反対した松宮勲衆議院議員への「刺客」候補として福井1区から自民党公認で総選挙に立候補することを要請され、受諾（同3日前に安倍晋三幹事長代理から要請を受けていた）[11]。同21日、立候補を正式表明[12]。
  - 9月11日 - 第44回衆議院議員総選挙福井県第1区から立候補し、初当選。次点の民主党元職・笹木竜三とは373票差だった[13]。
- 2006年（平成18年）
  - 9月20日 - 自民党総裁選で麻生の推薦人名簿に名を連ね松本純と共に立候補届出人を務める[14]。
- 2008年（平成20年）9月22日 - 自民党総裁選で、麻生の推薦人に名を連ねる[15]。
- 2009年（平成21年）
  - 8月30日 - 民主党への政権交代が起き、自民党が下野した第45回衆議院議員総選挙で笹木を下して再選[16]。
- 2010年（平成22年）
  - 9月22日 - 自民党シャドウ・キャビネット法務副大臣[17]。

- 2012年（平成24年）

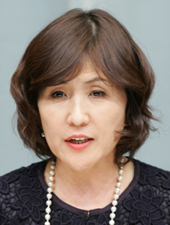
2012年12月、入閣時の会見にて

  - 9月26日 - 自民党総裁選で、安倍晋三の推薦人に名を連ねる。
  - 12月16日 - 民主党から政権奪還し、3年ぶりに自民党が与党復帰した第46回衆議院議員総選挙で3選[18]。
  - 12月26日 - 第2次安倍内閣（自公連立政権、以下内閣でも同）の閣僚人事で、内閣府特命担当大臣（規制改革）に就任し[19]、同時に、行政改革[19]、公務員制度改革[19]、再チャレンジ[19]、クールジャパン戦略[19]等を担当する国務大臣もそれぞれ兼務した。
- 2014年（平成26年）
  - 5月30日 - 公務員制度改革を担当する国務大臣職を廃止。代わりに、初代国家公務員制度担当大臣に就任[20]。
  - 9月3日 - 第56代自由民主党政務調査会長
  - 12月14日 - 第47回衆議院議員総選挙で4選[21]。
- 2016年（平成28年）
  - 第3次安倍第2次改造内閣の閣僚人事で、防衛大臣に就任した[22]。
- 2017年（平成29年）
  - 7月28日 - 自衛隊日報問題に関して、監督責任を取り防衛大臣を辞任[23][24]。
  - 10月22日 - 第48回衆議院議員総選挙で5選。
- 2018年（平成30年）
  - 10月 - 自民党総裁特別補佐・筆頭副幹事長に就任。
- 2019年（平成31年）
  - 3月15日 - 自民党内の他の女性議員らとともに新たな議員連盟である女性議員飛躍の会を結成し、共同代表に就任[25]。
  - 9月11日 - 自民党幹事長代行に就任。
  - 9月14日 - 自民党が目指す憲法改正に理解を得ようと、各都道府県を回る「全国行脚」を始める[26]。
  - 11月12日 - 自民党に新設された女性政策推進室の初代室長に就任[27]。
- 2021年（令和3年）
  - 10月31日 - 第49回衆議院議員総選挙で6選。
- 2023年（令和5年）
  - 9月22日 - 自民党幹事長代理に就任[28]。
- 2024年（令和6年）
  - 10月27日 - 第50回衆議院議員総選挙で7選[29]。

## 防衛大臣として
2016年8月15日、海賊対処活動などのため自衛隊が駐屯しているアフリカ東部のジブチを訪問して隊員たちを激励、その後、同国のイスマイル・オマル・ゲレ大統領、アリー・ハサン・バードン国防相とそれぞれ会談した。これが防衛大臣としての初の外遊となる。また、この行事参加のために終戦記念日の靖国神社参拝は見送った。
10月8日、デイヴィッド・ヤウ・ヤウ国防副大臣およびエレン・マルグレーテ・ロイ国連事務総長特別代表と会談を行い、続いて中力修1等陸佐が隊長を務める南スーダン派遣施設隊等（第10次要員）を視察し、隊員の現地での生活や活動について意見交換しただけでなく、隊員が日本に残してきた家族についても配慮しながら、任務遂行に当たっている隊員たちを激励した。
終戦記念日の靖国神社参拝は見送っていたが、12月29日に参拝した。

### 東京都議会議員選挙応援演説における問題発言
稲田は防衛大臣在任中の同年6月27日、板橋区で、2017年東京都議会議員選挙に立候補した自民党候補の応援演説の中で「防衛省、自衛隊、防衛大臣、自民党としてもお願いしたい」と発言した。稲田は発言後記者団に、演説会場から1キロ余りの距離にある自衛隊練馬駐屯地の関係者が、選挙区内に住んでいることを念頭に置いた発言であることを示唆した。
しかし、稲田の発言は「選挙権の行使以外の自衛隊員の政治的行為を制限しており、特定の政党などを支持する目的で職権を行使できない」とする自衛隊法第61条に抵触するのではないかという指摘や「自衛隊は自民党一党の所有物でない。憲法違反に当たる」などとの批判が殺到。稲田は27日深夜に、誤解を招きかねない発言だったとして発言を撤回したが、この時点では大臣の辞任は否定していた。

### 自衛隊日報問題への対応
2016年7月、PKOの部隊の日報について、防衛省は開示請求を受けたが、12月2日、破棄したとして不存在による非開示とした。その後、12月13日に稲田は統合幕僚監部（統幕）総括官の辰己昌良に日報の存否の再調査を指示。26日には統幕に電子データとして残っていることが判明。それから1カ月後の2017年1月27日に、稲田が報告を受けた。統幕に残っていた日報は2月7日に公表されるが、稲田は10日の記者会見で「私の指示で探して見つかったならすぐ報告を上げるべきだった。関係部署を厳しく指導した」と述べた。一方、陸上自衛隊（陸自）に残る日報については、2月8日に稲田は「廃棄していることから不存在につき不開示とした」と国会で答弁した。
3月16日、稲田は防衛監察本部に特別防衛監察を指示した。7月28日には、特別防衛監察の結果を公表。陸自が当初から日報の意図的な隠蔽を図っており、2017年1月には陸自にデータが残っていたことが発覚したが、防衛事務次官の黒江哲郎が主導して非公開とすることを決定。過程で稲田氏が了承した事実はなかったと公表した。また、2月13日に陸自幹部ら、15日に黒江、陸上幕僚長の岡部俊哉から日報の取り扱いの説明を受けたが、「（陸自の）日報データの存在について何らかの発言があった可能性は否定できない」としながら、「書面で報告された事実はなかった」と公表した。稲田も記者会見で「報告を受けた認識は今でもない」と述べた。
また、同日（7月28日）、自らも監督責任を取るとして防衛大臣を辞任。また、閣僚給与の1カ月分を国庫に自主返納した。

## 政策

### 経済政策
「財政再建派」として知られている。2015年、自民党内の財政再建に関する提言をめぐり、歳出削減にこだわる稲田は経済成長路線の立場を取る甘利明と対立した。稲田は「当てにならない（経済）成長を当てにして、雨乞いをしてPB黒字を達成させるとか、そういう話ではない」と甘利が掲げる経済成長路線を批判した。2020年度までに基礎的財政収支（プライマリーバランス）を黒字化しないと、金利の急上昇によって日本の財政が破綻状態になりうるとの見解を示している。
最新型原子力リプレース推進議連の会長に就任し、「2050年カーボンニュートラル」や、「2030年までに温室効果ガス46%削減（2013年比）」という世界からも注目をされている国際公約が再生可能エネルギーだけで達成するのは非常に難しいとした上で、「しっかりと経済を前に進めていくためにも、原子力の将来像を示さなければなりません」と語っている。

### 社会保障

#### 未婚ひとり親支援
「未婚でも、離婚していても、女性でも男性でも等しい税制度が必要」と述べており、未婚のひとり親に対して、配偶者と離婚・死別したひとり親に対する「寡婦控除・寡夫控除」と同等の税優遇制度の創設を後押しした。特にコロナ禍で困窮するひとり親家庭に食品を届ける支援策の充実を訴えている。
これらに関しては、「日本の伝統的な家族観が壊れる」という党内外からの批判もあった。

### 選択的夫婦別氏制度の法制化問題
選択的夫婦別氏制度の法制化について、「家族の崩壊につながりかねない制度は認められない」（2006年）、「一夫一婦制の婚姻制度を破壊」（2007年）、「別姓推進派の真の目的は『家族解体』にある」（2011年）と主張していた。また、2014年の調査でも選択的夫婦別姓制度導入に改めて反対していた。さらに2016年には、対案として通称使用の緩和を掲げ、「女性が社会進出するほど旧姓を使うべき場面は増えます。ただ、家の中で両親と子供は同じ名前が望ましい。子供は選べませんしね。私たちは女性が望めば通称を使える社会を目指しています」などと主張していた。
しかし、2018年に、「これまで親子別姓となる選択的夫婦別姓には反対してきた」ものの「通称使用で2つも姓を用いるのは混乱を招く」「高齢者同士の結婚も多い」として、肯定的な発言をしている。
2019年には、選択的夫婦別姓に関し「人生100年時代になり、いろいろな家族の形ができている。固定概念にとらわれず議論してもいいのではないか」と述べるとともに、従前は「家族の一体感を損なう観点から反対の論陣を張ってきた」が「いろいろな方の事情を聴き、考えが進化した」と述べた。

### 男女共同参画社会基本法
女性議員の立場から、男女共同参画社会基本法に反対しており、見直すべきと主張している。その中では男女共同参画社会基本法について「おいおい気は確かなの？と問いたくなる」「女性の割合を上げるために能力が劣っていても登用するなどというのはクレージー以外の何ものでもない」と述べている。

### 女性の社会進出
稲田は2021年4月、文藝春秋でのコラムにて、「女性活躍を主張すれば、リベラル、左翼と批判されてしまう」と現代の社会について前置きしたうえで「私は2年前から同期当選の仲間とともに議員連盟「女性議員飛躍の会」を立ち上げ意識改革を訴えてきました。未婚の1人親に対する所得控除を実現させたことを皮切りに、養育費の不払い問題、子供への性暴力問題からコロナ緊急支援まで、党本部や政府に政策を提案しています。しかし「飛躍の会」立ち上げから現在まで、私のもとに届くのは、「失望した」「左に転向したのか」という批判や罵倒の嵐。ある程度覚悟はしていましたが、日本の政治に対する意識がいかに遅れているかを身をもって感じ愕然としています」と述べた。
さらに、東京五輪組織委員会の森会長が女性軽視発言で辞任したことをうけて「いま私たちに求められているのは、今回の件を単なる舌禍問題で終わらせるのでなく、これを機に政界の女性進出をスピード感をもって進め、政治に多様性をもたらすことです」とし、世界と比べても日本の女性社会進出が遅れている一因に「女性議員の少なさ」を挙げた。「なかでも自民党は衆議院の女性議員の割合が7％と極めて低い。私が初当選した2005年の郵政解散選挙では16人の女性議員が初当選しました。女性でも能力があれば議員になれるし、この調子で女性議員は増えていくだろう。女性枠を設けるのは間違っている。ーそう考えていましたが甘かった。この16年間で衆議院議員における自民党女性議員は増えていないどころか5人も減っているのです」と女性の社会進出の難しさを指摘している。
国会において女性議員を増やすことについて、「"男女問わず、能力があれば登用される"。それが理想です」と語るが、一方では、「そうやって自然体に任せた結果、日本の女性政治家は10％にとどまっています。抽象的な数値目標ではなく、ある程度の強制力をもった制度を導入しないと、女性議員を増やすことは現実的に難しいと思います」と女性議員を増やすことの難しさを指摘している。さらに諸外国の例を挙げ「諸外国は30年ほど前まで女性の政治参加は非常に少なかった。そこから、クオータ制を導入して女性議員を増やしました。日本は後れを取っているんです」と日本の現状を指摘している。
稲田は、女性議員を増やすためにも憲法を改正すべきだと主張している。

### 尊属殺人規定
「家族を特別視しない価値観が蔓延すれば、地域共同体、ひいては国家というものも軽んじるようになってしまいます。帰属意識というものが欠如して、バラバラの、自分勝手な個人だけが存在するようになるでしょう」と述べ、尊属殺人規定の復活を主張している。

### 国籍法改正問題
2008年11月18日の国会審議において、「『最高裁から（判決が）出たんだから変えるのは当然だ』という無責任な考え方で改正をしてもらっては困る」と反対意見を展開し、「司法権による立法府への介入の恐れがあったのではないか」と述べた。

### 表現規制
コミック、アニメ、ゲームソフトだけでなく成人女性や成人男性が18歳未満の児童に扮するポルノグラフィーにまで規制範囲を広げることを求めた児童ポルノ禁止法改正案の請願を下村博文、高市早苗とともに国会へ提出した。

### 部落問題
部落差別の法規制に前向きである。2015年11月16日、東京平河町のホテルで「人権課題解決に向けた和歌山県集会」と銘打った「人権フォーラム」に参加した稲田は「不当な人権侵害、匿名のインターネットで人権侵害が広がっている事態を放置できないと思っている」、「人権擁護法案や人権委員会設置法のような差別や人権侵害に対応した包括的な法律は考えていないが、部落問題については問題が起こっているのでなんとかしなければならない」などと述べた。
2019年5月23日に自由民主党本部に於いて開催された「令和元年度 自由同和会第34回全国大会」に稲田は参加し、祝辞を述べている。また同年11月19日に開催された「自由同和会 令和元年度幹部研修会」に稲田は参加し、祝辞を述べている。

### その他
日本の核武装について、「今後の国際情勢によっては検討すべき」としている。「日本独自の核保有を、単なる議論や精神論ではなく国家戦略として検討すべき」と述べている。
『正論』2011年3月号の対談で、「子ども手当分を防衛費にそっくり回せば、軍事費の国際水準に近づく」と主張。防衛相就任後の2016年に「子育て政策は重要だ。財源を見つけて充実させていくべきだ」と釈明した。
受動喫煙防止を目的に飲食店などの建物内を原則禁煙とする健康増進法改正に賛成。ただし、経営規模の小さな既存の飲食店については、事業継続への配慮の観点から、「経過措置を設ける必要がある」としている。

## 思想信条

### 歴史観

#### A級戦犯と戦争責任について
靖国神社参拝問題に関連し、「A級戦犯を規定する東京裁判（極東国際軍事裁判）はポツダム宣言と近代法の大原則（罪刑法定主義）に違反した二重の意味での国際法違反である」と述べ、「東京裁判は『占領政策』『戦後体制』の中心であり、東京裁判史観の克服なしに戦後体制の歪みを是正することはできない」と述べている。また、「A級戦犯がいたから日本が無謀な戦争に突入し、そして敗れたというような単純なものではない」とし、「その責任をA級戦犯だけに帰すことはできない」と述べている。2015年2月には、「自分たちで真偽を検証する態度を持つべきだ」と発言した。

#### 百人斬り競争について
「百人斬り競争は実際には無かった」との立場をとる。
弁護士時代に、百人斬り競争をおこなったとして処刑された旧日本軍少尉2人の遺族が、朝日新聞・毎日新聞・本多勝一を相手取り、名誉棄損の損害賠償と出版差し止めを求めた訴訟（百人斬り競争#名誉毀損裁判）に、原告代理人の1人として参加した。稲田は「南京虐殺の象徴とされる百人斬りは虚偽だと立証できたと思っていた」が、最高裁で原告側主張は棄却されている。裁判に負けたことで弁護士としての活動に限界を感じ、政治の場から取り組みたいとしている。また、「事実と異なることはきちんと反論することで遺族や国の名誉を守りたい。それと日中友好は両立できる」と述べている。

#### 靖国神社
「靖国神社におけるA級戦犯合祀と昭和天皇の親拝中止の間に、因果関係がない」と主張。
2006年8月15日に日本会議などが靖国神社において主催した集会では、神道に基づく靖国神社の国家護持を提唱し、「首相の靖国参拝を阻止しようとする忘恩の輩に道徳・教育等を語る資格はない」と発言。同年発行の『WiLL』では、「靖国神社というのは不戦の誓いをするところではなくて、『祖国に何かあれば後に続きます』と誓うところでないといけないんです」と述べている。2006年春、中曽根康弘は稲田率いる保守派政策集団伝統と創造の会に講師として招かれた際は小泉総理の靖国参拝を期待する稲田ら新人代議士達に「個人的信条も大事だが、それ以上に国家的利害も重要だ」とたしなめた。
衆議院議員になって以来、ほぼ毎年、終戦の日（8月15日）とサンフランシスコ講和条約発効の日（4月28日）に靖国神社を参拝してきたが、例外的に防衛大臣に就任した2016年の終戦の日は8月12日から8月16日の日程でジブチの自衛隊基地を訪問する公務により参拝しないこととなった。同時に8月15日の全国戦没者追悼式も、防衛庁長官、防衛大臣としては初の欠席となる。
稲田は毎年参拝を欠かさないのは、「今の日本があるのは、大東亜戦争において命をかけてこの国を守ろうとした方々の積み重ねの上にあるんだという感謝の気持ちは忘れないでいたい」からだという。稲田は「私のおじも合祀されている。おじは21歳で特攻隊の訓練中に亡くなったが、そういった青年たちのおかげで今の日本がある。おじの気持ちも考えながら参拝をしている」と述べている。

#### 映画「靖国 YASUKUNI」に対する助成金支出について
2008年2月、日本在住の中国人が監督を務める映画「靖国 YASUKUNI」に日本芸術文化振興会から公的助成金が支出されていることを知り、助成金基準に合致しているかどうかを確認するために文化庁を通して試写会を要請した。同庁より連絡を受けた配給会社のアルゴ・ピクチャーズは全議員を対象とした試写会を承諾し、3月12日に開催された。このとき稲田は、「検閲の意図は全くないが、政治的に中立な映画かどうかは若干の疑問を感じた。イデオロギー的なメッセージを強く感じた」と述べている。
稲田は「問題にしたのは、文化庁所管の日本芸術文化振興会が750万円の公的助成をしたこと、その一点」と主張。製作会社の取締役、製作総指揮者、監督、プロデューサーがすべて中国人であり、靖国神社をテーマにしていることから政治性が強いとして、この映画が助成の要件である
1. 日本映画であること
2. 政治的、宗教的宣伝意図がないこと

を満たしておらず助成金の支出に妥当性はないと結論付けた。また「表現の自由の名のもとに政治家の言論を封殺しようとすることは背理である」と述べている。
稲田は試写を求めたことについて「一種の国政調査権で、上映を制限するつもりはない」と話しているが、アルゴ・ピクチャーズは「事実上の検閲だ」と反発した他、日本映画監督協会、日本映画撮影監督協会、日本マスコミ文化情報労組会議、日本ジャーナリスト会議も抗議声明を発表した。

後に、本映画は、2008年の12月に行われた試写会をきっかけに週刊新潮が「中国人監督が作った反日映画」と論評したことにより、上映予定の映画館前に街宣車が現れるようになり上映中止を決定する映画館が続出。アルゴ・ピクチャーズは4月12日に予定していた上映の中止を決定した。

#### 沖縄戦集団自決が軍命かについて
沖縄戦で発生した集団自決について、旧日本軍現地指揮官と親族が『沖縄ノート』の著者で軍指揮官の命令によるものとした大江健三郎と出版社の岩波書店を名誉毀損で訴えた大江健三郎・岩波書店沖縄戦裁判において原告側の弁護人を務める。判決は「自決命令それ自体まで認定することには躊躇を禁じ得ない」と稲田らの主張を一部認めたものの、書籍発行時において大江が「真実であると信じる相当(真実相当性)の理由があったと言える」と大江の記述にも合理的根拠が認められるとされ、敗訴した。

#### 慰安婦問題
2007年6月14日に歴史事実委員会の全面広告「THE FACTS」に賛同者として名を連ねた。2013年5月に日本維新の会会長代行の橋下徹が従軍慰安婦を容認する発言をおこなったことについて、「女性の人権への侵害だ」と批判した。一方で、慰安婦制度が「戦時中は合法であったのもまた事実だ」と述べている。

### 家族観・性別観

#### LGBT（性的少数者）について

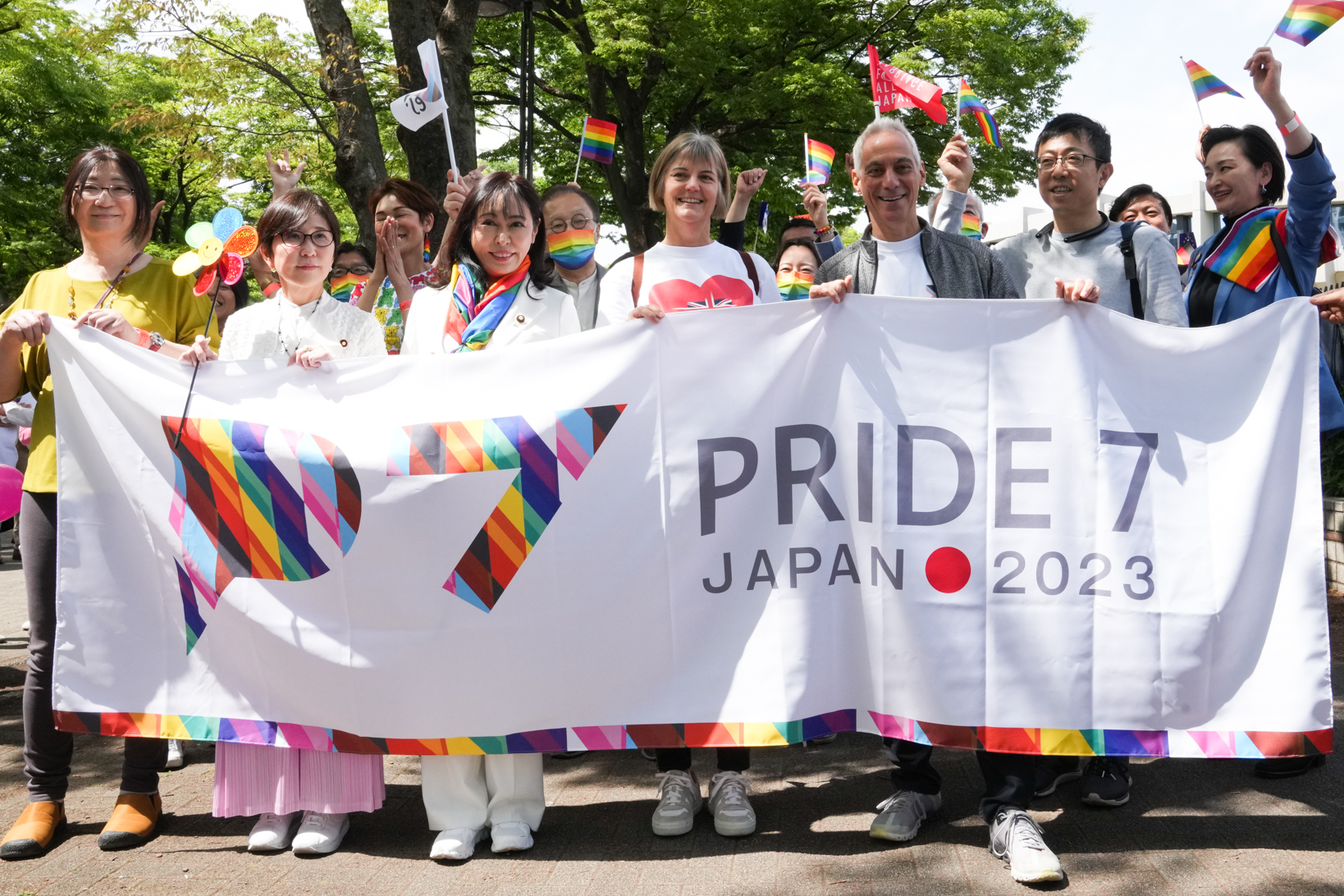
東京レインボープライドにてラーム・エマニュエル、森まさこらと共に（2023年）

2016年5月に開催されたLGBTのイベント「東京レインボープライド2016」に参加している。このことについて稲田は「私が参加したら、会場で『えっ!』と驚かれました。また、性的少数者の差別解消を目的としたLGBT法案を検討している時には、『自民党らしくない!』という批判を受けたりしました。いわゆる保守層である私のファンには『なぜ稲田さんがそんなことを言うの?』と離れた人もいる。LGBTを支持すると、逃げていく人もいるのです」「『左翼』の運動ではなく『人権』の問題と理解してもらうのに苦労しました」と述べている。
稲田がこのようなLGBTに対する取り組みを始めるきっかけとなったのは、息子から当事者の友人の話を聞き、私が「どんな子なの」と聞いたら、「（生まれつきの性別と性自認が異なる）トランスジェンダーの男性なんだけど、すごく男らしい良いやつだ」と言われ、若者の間では全然おかしいことでもなく、受け入れられている。その権利は守らなければならないと感じたからだと述べている。また、2015年に自民党政調会長として訪米した際、旧日本軍の慰安婦問題を象徴する少女像の設置にLGBT団体が反対してくれたのがきっかけだったという。LGBTは歴史観やイデオロギーとは関係のない人権の問題だと捉えるようになったと述べている。
また、性的指向は不可逆的なものであるため、LGBT問題は人権問題として考えるべきであるとし、「彼らが誤解に苦しんでいるのなら、自分らしく生きられる社会をつくらねばなりません」「少子高齢化が進む中で、（自民党は）女性が輝く社会の実現を目指してきているが、LGBTと呼ばれる人々にも同じようにチャンスが与えられるべき」と述べている。
同性結婚については、「同性婚。これは欧米各国で激しい議論が行われており、一部の国では同性婚が認められるようになっている。この問題について、日本で意見が収斂するのはまだ先であろう。私はこの問題で日本の社会が二分されるのは望んでいない。あくまでも原点は、生まれながらにおかれた境遇や身体的状況によって差別がなされてはいけないということ。当事者の意見を聞きながら議論が進んでいくことを期待する」「渋谷区の（パートナシップ制度の）条例に関しては、憲法上の婚姻の条項や家族のあり方とか、少数者に対する差別をなくすということはその通りなのですけれども、それをどこまで法的に保護していくかということなどは、憲法に関るような非常に大きな問題なので条例という形ではなくて大きな議論をすべきと考えています」と慎重な姿勢を見せている。2018年には「自民党的にはまだ認めてないし、今の段階で一足飛びに認めるのは少し難しいと思う」「いっぺんに差別禁止、同性婚解禁に行くんじゃなくて。少しずつ、まずは理解を進めるのが第一だと思う」と述べつつも、「（保守派は）家族制度を壊すとか、少子化対策に逆行するというけれど、もちろん他の人に迷惑をかけるということもない」と同性婚に理解を示す発言もしている。
2021年にLGBT理解増進法案について、自民党が法案の提出の見送りを決めたが、「私はまだ諦めていない」と訴えた。稲田氏は党の「性的指向・性自認に関する特命委員会」委員長を務め、超党派議連で法案の交渉役を担った。なお、このような稲田のLGBTに対する取り組みを「変節」と見なして反発した自民党内の議員が、稲田が会長を務める「伝統と創造の会」を脱退し、新たに「保守団結の会」を立ち上げる現象も発生した。
かつては自民党総裁・首相における保守系女性候補筆頭であった。しかし、途中から安倍や保守派と距離が出来始めていた。そのため、2021年9月の総裁選時点では、稲田は出馬を模索していたものの、20人の自民党国会議員の推薦人すら集められず、出馬断念に追い込まれた。逆に稲田に代わる安倍の後継者・保守系女性総裁候補として、高市議員が存在感を高める結果となった。
2021年の第49回衆議院議員総選挙では、SNSで上記の法案を通そうとすることへの理解を呼びかけたが、4000件以上の批判コメントが寄せられた。保守系の雑誌に稲田を攻撃する論文が次々と載り、地元に怪文書がまかれるなど激しい落選運動に苦しめられた。同選挙において、稲田はLGBTへの自身の姿勢のために地元の後援会が崩壊状態であると、安倍晋三元総理に泣きながら助けを求めた。安倍は稲田を「元保守政治家」と認識しながらも、かつて目をかけていたこともあり、稲田の変化以降も交流自体は続け、元に戻そうとした。そのため、稲田「性自認への差別禁止」を盛り込んだ法案の危険性理解と以後の不干渉を飲んだことについて、安倍は「ついに稲田がわかってくれた」と喜んだ。約束したことのプレゼントとして、安倍晋三元総理は自ら福井県第1区の各支援団体へ電話調整による支援を取り付け、自身の稲田への支援呼びかけビデオメッセージを送るなどした。選挙後に「今後のLGBT問題への不干渉」の対価として、稲田自らが要望した「整備新幹線等鉄道調査会長」のポストが与えられた。当該ポストは日本全国の鉄道整備に多大な権限を持つため、自民党国会議員が垂涎する人気ポストである。稲田も上記の電話による約束から2022年7月の安倍晋三死亡までの少しの期間はリベラルな主張や活動を控えていた。そして、第49回衆議院議員総選挙で後援会を安倍自ら修復してもらったことで、立憲民主党の野田富久に大差をつけて勝利した。稲田は選挙後に、LGBT委員問題特命委員会委員長から外れ、安倍から約束を対価に与えられた上記の人気ポストへ移動した。
安倍晋三元総理の死去から7ヶ月後に、岸田文雄総裁の指示のもとでLGBT理解増進法案の立法化に向けて舵が大きく切られ、稲田は超党派議員連盟の会長代理として立法化を主導した。2023年の第211回国会において同法が与党などの賛成多数で可決、成立させた。
Hanadaでの暴露に対して本人も反論を述べている。

## 発言
ドメスティックバイオレンスについて
「今や『DV』といえば全てが正当化される。DV＝被害者＝救済とインプットされて、それに少しでも疑いを挟むようなものは、無慈悲で人権感覚に乏しい人非人といわんばかりである。まさに、そこのけそこのけDV様のお通りだ、お犬さまのごとしである」「DVという言葉が不当に独り歩きすれば、家族の崩壊を招きかねない」と述べている。
徴農制について
2006年8月29日、「『立ち上がれ! 日本』ネットワーク」（事務局長：伊藤哲夫日本政策研究センター所長）主催のシンポジウム「新政権（第1次安倍内閣）に何を期待するか?」で「ニート問題を解決するために、徴農制度を実施すべきだ」と主張した。「真のエリートの条件は、いざというときに祖国のために命をささげる覚悟があること。そういう真のエリートを育てる教育をしなければならない。若者に農業に就かせる『徴農』を実施すれば、ニート問題は解決する」と述べている。
国民の生活が第一なんて政治は間違っている
民主党政権下（野田佳彦第1次改造内閣）、野党議員時代の2012年4月16日に行われた「衆議院議員稲田朋美と道義大国を目指す会」で「（民主党政権のキャッチコピーである）国民の生活が第一なんて政治はですね、私は間違っていると思います」と発言した。
生長の家関連
2012年4月30日、「自身が司法試験合格に向けて励んだときに大きな心の支えになった、祖母から代々受け継がれた」という、谷口雅春著の「生命の實相」（敗戦後に発禁となっている、所謂"黒表紙版"）を示し、「生長の家本流運動」の一派である谷口雅春先生を学ぶ会において講演した。
徴兵制度について
佐藤守との対談で、「教育体験のような形で、若者全員に一度は自衛隊に触れてもらう制度はどうか」「『草食系』といわれる今の男子たちも背筋がビシッとするかもしれない」と述べている。2016年10月11日の参議院予算委員会で福島瑞穂に上記の発言を質された際、「学生に見て頂くのは教育的には非常に良いものだが、意に反して苦役で徴兵制をするといった類いは憲法に違反すると思って、そのようなことは考えていない」と答弁した。
共働き関係
「保育所増設の政策などを見ていると『ほんとに母乳を飲んでいる赤ちゃんを預けてまで働きたいと思っているかな』と疑問に思う」と述べている。
女性大臣美人発言
2017年6月初旬にシンガポールで開かれた「アジア安全保障会議（シャングリラ・ダイアローグ）」で、オーストラリアとフランスの国防大臣（両者とも女性）ととも登壇した際、「私たち3人には共通点がある。みんな女性で、同世代。そして、全員がグッドルッキング（美しい）!」と発言。現場で取材していた外国人の記者たちは、「互いに顔を見合わせ、仏豪の両大臣も心なしかこわばった表情をした」と報道されている。
保守について
自身に対しての「保守ではない」との批判を受けて「「これを守らないと保守じゃない」とか、そういうことじゃないと思う。私にとっても、"じゃあ保守って何を守るのか"ということを自分なりに突き詰めて考えるきっかけにはなった。"伝統的家族"というような形式ではなく、"日本らしさ"とか"温かさ"というものを守ろうとしてきたんだというところまで考えられたことは良かった」と自身の保守についての考え方を述べている。
稲田は、「理想に向かって少しずつ変えていくのは保守であって、急進的に変えるのがリベラル」であると主張している。
「憲法教」発言
2018年7月に日本会議の東京都中野支部の集会に参加した際、支部長の弁護士について「法曹界にありながら憲法教という新興宗教に毒されず安倍総理を応援してくださっていることに感謝！」とTwitterに投稿し、法曹界の護憲派を否定的に評した。その後、憲法が規定する国会議員の「憲法尊重・擁護義務」（第99条）に反しているとの批判があり、その後当該ツイートを削除した。稲田は毎日新聞の取材に対し、「誤解を招きやすい表現だったが、憲法を否定するつもりは全くない」と釈明した。

## 政治資金
森山栄治関連企業からの献金
代表を務める福井県第一選挙区支部に対し、同和問題を利用して恫喝を繰り返していた森山栄治が設立に関与し、筆頭株主でもあった警備会社「オーイング」とその関連会社「アイビックス」とアイビックス会長名義で218万円の献金。
日本歯科医師連盟からの寄付
2014年の衆院選投開票前に、「稲田が代表を務める自民党県第1選挙区支部が日本歯科医師連盟（日歯連）から30万円の寄付を受けている」と報じられている。
白紙領収書の後日記入
他の国会議員の政治資金パーティーに参加した際の費用の領収書を白紙でもらい、事務所で金額を記入したことについて、日本共産党の小池晃参議院議員が参議院予算委員会で追及し、稲田は事実と認めた。小池は、「2012年から2014年の政治資金収支報告書に添付された領収書で、約260枚（約520万円）の筆跡が同じだ」と指摘。「金額を勝手に書いたら領収書にならない」と批判した。
菅義偉官房長官も同問題の当事者であり、「パーティー主催者の了解のもと、実際の日付、宛先、金額を正確に記載した」とし、「数百人規模の出席者全員の宛先と金額を書いてもらうと、受け付けが混乱する」と釈明し、稲田も同様の説明をした。
政治資金規正法を所管する高市早苗総務大臣は「領収書作成方法の規定はない。主催者から了解を得ていれば法律上の問題は生じない」との見解を示したが、小池は「『面識があれば金額はあとで書いていい』なら、中小企業の社長はみんな取引先と面識がある。でたらめな話だ」と批判した。総務省の手引では受領者側が領収書に追記するのは不適当とされている。自民党では白紙領収書が慣例かと思わせるとも取られており、政治資金の移動はすべて銀行口座間で行うなどの方法も議論されているが、実現していない。「政治とカネ」の問題は、必要な法改正も含めあらゆる観点から透明化への努力を払うべきだとする見解もある。
秘書の交通違反の反則金の支払い
2018年分の政治資金収支報告書で、秘書の駐車違反の反則金1.5万円を資金管理団体「ともみ組」の政治活動費から払っていたことが判明した。稲田の事務所は収支報告書を近く修正するとした。

## 人物
- かつては安倍晋三元首相の最側近・「秘蔵っ子」、後継の「女性総理候補」として知られていたが[122][123][124][94]、稲田がリベラル的な主張をするようになった2010年代後半以降から良好だった安倍や保守派との関係が変化した[97]。 特に2021年にLGBT理解増進法案の与野党交渉の中心的役割を果たしたことは、LGBT理解増進法案に否定的な安倍や保守派との溝が深まった[125][94]。稲田の変化を受け、高市が安倍や保守派の支持する女性総裁候補となった。2021年自民党総裁選では高市が存在感を高めることになった一方で、稲田は推薦人(自民党国会議員20人)を集められずに出馬すら出来なかった[94]。安倍は稲田の変化を受けて、「リベラル側へ行ってしまった元保守政治家」と認識しながらも、かつての情は捨てられず、保守政治家に戻そうとしていた。稲田はLGBT姿勢への反発で自身の後援会が崩壊した際に、安倍に救助要請電話をし、「LGBT問題への今後の不干渉」を約束した。安倍は、稲田が遂にわかってくれたと喜び、稲田の後援会修復と選挙支援・選挙後に稲田希望の人気ポスト「整備新幹線等鉄道調査会長」への任命などのプレゼントをした。しかし、2022年の安倍死後にLGBT法案を再度主導するなど約束を破ったため、保守派から批判されている[97]。
- 2011年8月1日、鬱陵島を視察する自民党議員団の一員として韓国に訪問した（佐藤正久と新藤義孝も参加）が、韓国外務省より全員が反韓活動者としてペルソナ・ノン・グラータ（外交上好ましくない人物）通告、入国を拒否された[126]。
- 北海道新聞は、稲田が2006年8月29日に「『立ち上がれ!日本』ネットワーク」が「新政権に何を期待するか」と題して東京都内で開いたシンポジウムの席上、靖国参拝反対派の加藤紘一と対談した[127]ことを紹介し、加藤の実家が右翼団体幹部に放火された事件（加藤紘一宅放火事件）については、「対談記事が掲載された15日に、先生の家が丸焼けになった」と「軽い口調で話した」とし[128]、発言に対する会場の反応について、「約350人の会場は爆笑に包まれた」「言論の自由を侵す重大なテロへの危機感は、そこには微塵もなかった」と報じた[128]。

- 2016年10月8日に亡くなった父親の椿原泰夫は生前、郷里の京都で「京都讀書會」を主宰していた他、「頑張れ日本!全国行動委員会」で京都本部会長も務めていた。
- トレードマークは網タイツと眼鏡。これは選挙区の福井の経編（繊維業）の技術を発信するため網タイツと、「視力も1.5と2.0で良いんですけど（鯖江に代表される）福井のメガネを発信する」ためとしており、ミニスカート、厚底のピンヒールに網タイツと黒縁のダテメガネというファッションスタイルで選挙応援演説など人前に出ている[129]。
- 2015年6月17日、ロイター通信の主催する講演会後の質疑で「女性初の首相を目指すのか」と問われ「政治家であるなら、誰でも首相を目指している」と応答している[130]。2012年時点では、女性初の総理大臣候補の一人[131]とされており、2016年2月でも安倍晋三首相（当時）からも民間企業の女性幹部らが集まるシンポジウムの歓迎会で、「稲田を森雅子とともに、きわめて有力な総理候補者である」と発言されていた[132]。しかしながら、上述のようにLGBT理解増進法案など稲田のリベラル化を契機に政策面で安倍との溝が開いたことが響き、2020年自由民主党総裁選挙並びに2021年自由民主党総裁選挙ではいずれも「ポスト安倍」「ポスト菅」の有力候補からは除外されるに至る[94][97]。
- 2017年3月27日、参議院予算委員会において、森友学園問題について、夫・弁護士である稲田龍示が、同問題について「全く関与していない」との答弁を行った[133]。実際には、顧問弁護士として財務省との交渉記録に名前が記載され、黒塗りされた上で公開されていた[134]。
- LGBT関連・夫婦別姓などの主張の変化から、主に保守・右派層からリベラル・左派に事実上転向・変節したと見なされているが[135][97][136]、稲田自身は前述の南京事件や慰安婦問題、A級戦犯や靖国参拝に対する立場など変わっていないとし、また中国のウイグル人権問題に言及していることなどを根拠にあくまで保守政治家であると主張している[137]。月刊Hanadaで2021年に掲載された討論にて、「 LGBT法案と夫婦別姓」への姿勢から「左翼に転向した」「リベラル派に利用されている」などと旧来支持されていた保守派から批判されていることに対して、稲田議員は何故保守派から左派へ転向したことになるのか疑念を呈した。活動家など自身の主張や法案を悪用する人々がいようとも、救われる人がいることのが大事であり、「日本のメリット」となると主張している。朝日新聞や毎日新聞など左派系メディアに好意的に報道されるようになったことへの指摘については、持ち上げてくれてるのではなく、報道してくれてる媒体なだけと答えている[136]。

## 世界平和統一家庭連合（旧統一教会）との関係
- 2006年4月、世界平和統一家庭連合（旧統一教会）の関連団体である世界平和女性連合のイベント『春のつどい』に参加した[138]。
- 2008年6月、世界平和統一家庭連合の関係者が後援会ともみ・越の会を立ち上げ、設立総会で挨拶した[139][140][141]。
- 2009年11月、世界平和統一家庭連合の関連団体である世界平和連合のイベントに参加した[138]。
- 2010年4月、統一教会の関連団体世界平和女性連合のイベント『春のつどい』に参加した。参加の経緯について稲田は「12年ほど前のことなので経緯は不明です。当日はひと言挨拶をし途中退席しました。講演はしていません」と説明した[138]。
- 2022年9月8日、自民党は党所属国会議員379人中179人に、世界平和統一家庭連合（旧統一教会）側と何らかの接点が確認されたとする調査結果を明らかにしたが、福井県関係議員では関連団体の会合に本人が出席し挨拶をしたとして、稲田の氏名が公表されている。出席した会合は2006年から2010年の間に計3回であり、稲田は「今後は関係を持たない」と述べている[142]。

## 支援団体
- 部落解放同盟福井県連合会書記長だった高浜町の元助役・森山栄治をめぐる関西電力の金品提供・便宜受領問題で、森山元助役が取締役で筆頭株主だった警備・ビル管理・人材派遣・建設会社オーイング[143]の関連会社、警備・清掃会社アイビックス[144]会長吉田敏貢は稲田朋美の後援会長だった[145]。
- 2014年9月に、国家社会主義日本労働者党の代表山田一成と国旗の前で一緒に撮った写真が報道された[146][147]。9月10日、稲田は「一部報道にあるご指摘の人物は、雑誌取材の記者同行者として、一度だけ会い、その際写真撮影の求めには応じたものだと思う。記者の同行者という以上に、その人物の所属団体を含む素性や思想はもちろん、名前も把握しておらず、それ以後何の関係もない」と説明した[148]。
- サンデー毎日は2014年10月5日号で稲田の資金管理団体が2010年〜2012年、「在日特権を許さない市民の会」（在特会）の幹部と行動する8人から計21万2000円の寄付を受けたとして、稲田について「在特会との近い距離が際立つ」と報じた[149][150]。2015年2月13日、稲田はこの記事で名誉を毀損されたとして、毎日新聞社に慰謝料など550万円の損害賠償と判決が確定した場合に判決文の掲載を求め、大阪地裁に提訴した[149]。2月17日に行われた第1回口頭弁論で稲田側は「在特会の会員と確認できるのは8人のうち1人だけ」「寄付を受けることは、必ずしも寄付者の思想信条に共鳴していることを意味しない」「在特会を支持していると読者に受け取られ、（稲田の）社会的評価を低下させる」と主張した[149]。2016年3月11日、大阪地方裁判所は、サンデー毎日の記事の内容が真実であり公益性があるとして、稲田側の請求を棄却した[150][151][152]。10月12日、大阪高裁が控訴を棄却した[153]。2017年5月30日、最高裁は上告を棄却した[154]。
- 支持団体である神道政治連盟の国会議員懇談会で事務局長を務めていたが、2021年に更迭された[155][156]。
- ともみ・越の会 - 世界平和統一家庭連合（旧・統一教会）の関係者が2008年に立ち上げた後援会[157]。

## 評価
- 雑誌『正論』の特集「2012年注目の政治家50人を値踏みする」では、中山恭子とともに10点満点の評価を受けた[158]。
- 古谷経衡は「よく言えば無垢、悪く言えば無教養。防衛大臣という重責を果たす実力がないにもかかわらず、ゲタを履かされた状態で任され、そして自業自得の如く自滅した」と分析した[159]。
- 中島岳志は、稲田がLGBT法案に取り組むなかで「変質した」との批判が支持者からも相次いだり、支持団体・神道政治連盟の国会議員懇談会事務局長ポストから外されたりするなどしていた稲田が、2021年3月8日インタビューにおいて「虚構の部分も含めて、保守の中のジャンヌ・ダルク的な存在を担わされていましたが、等身大の私はそういう感じはなかったんです」と発言したこと[155]を受け、例え「虚構」であっても「稲田の激烈な発言によって、深く傷ついた人たちの痛みと向き合う覚悟はあるのか。そうできない限り、稲田の言論や行動は空転し続ける」と評した[156]。

## 番組出演

### テレビ
- 渡部昇一の「大道無門」（日本文化チャンネル桜） - 2006年1月
- ニュースの深層（朝日ニュースター） - 2008年1月
- たかじんのそこまで言って委員会（読売テレビ） - 2010年11月
- 超人大陸（インターネットテレビ） - 2011年8月
- 田中康夫のにっぽんサイコー!（BS11） - 2011年12月

### ラジオ
- 長野祐也の政界キーパーソンに聞く（ラジオ日本） - 2008年3月
- ザ・ボイス そこまで言うか!（ニッポン放送） - 2016年2月18日
- 荒川強啓デイ・キャッチ!（TBSラジオ ） -  2018年2月27日[160]
- 岩瀬惠子のスマートNEWS（ラジオ日本） -  2022年2月2日[161]

## 著書

### 単著
- 『百人斬り裁判から南京へ』（文春新書、2007年）
- 『日本を弑（しい）する人々』 （PHP研究所、2008年）
- 『私は日本を守りたい 家族、ふるさと、わが祖国』（PHP研究所、2010年）
- 『強くて優しい国』（幻冬舎、2021年）

### 共著
- 渡部昇一、八木秀次との共著『日本を弑(しい)する人々：国を危うくする偽善者を名指しで糾す』（PHP研究所、2008年5月）
- 西尾幹二、井尻千男、早瀬善彦、岩田温、平松茂雄、田中英道、南出喜久治、遠藤浩一、石平、水島総との共著『中国が攻めてくる！　日本は憲法で滅ぶ』渡部昇一（監修）（総和社、2011年2月）
- 岡崎久彦、蔡焜燦、遠藤浩一、藍川由美、福田逸、高島俊男、桶谷秀昭、鷲尾英一郎、小堀桂一郎、笹原宏之、松本徹、市村真一、早川聞多、土田龍太郎との共著『今昔秀歌百撰』（特定非営利活動法人文字文化協會、2012年）
- 自民党・女性議員飛躍の会名義『女性議員が永田町の壁を砕く！』（成甲書房、2020年4月）
- 八幡和郎、高森明勅、櫻井よしこ、所功、百地章、松浦光修、大河内茂太との共著『皇位継承：論点整理と提言』女性議員飛躍の会（編）（展転社、2020年6月）

## 論文
- 国立情報学研究所収録論文 国立情報学研究所

## 所属団体・議員連盟
- 一般社団法人 LGBT理解増進会 (顧問)
- 自民党たばこ議員連盟[162]
- 最新型原子力リプレース推進議員連盟（会長）
- 日本会議国会議員懇談会[163]（政策審議会副会長）
- 神道政治連盟国会議員懇談会[163]（事務局長）
- みんなで靖国神社に参拝する国会議員の会[163]
- 創生「日本」[163]（事務局長代理）
- 伝統と創造の会（会長）
- 公共放送のあり方について考える議員の会（事務局長）
- 天皇陛下御即位二十年奉祝国会議員連盟（事務局次長）
- ボーイスカウト振興国会議員連盟
- TPP交渉における国益を守り抜く会
- 地球規模問題に取組む国際議員連盟
- 国家基本問題研究所
- 北朝鮮に拉致された日本人を早期に救出するために行動する議員連盟
- 83会
- 日本の水源林を守る議員勉強会
- 国籍問題を検証する議員連盟
- 正しい日本を創る会
- 小規模企業税制確立議員連盟
- 日本クルド友好議員連盟（副会長）[164]
- 子ども宅食推進議員連盟
- 明治の日を実現するための議員連盟（副会長）[165] [166]

## 選挙歴
| 当落 | 選挙                   | 執行日         | 年齢 | 選挙区      | 政党       | 得票数     | 得票率 | 定数 | 得票順位 /候補者数 | 政党内比例順位 /政党当選者数 |
| ---- | ---------------------- | -------------- | ---- | ----------- | ---------- | ---------- | ------ | ---- | ------------------ | ---------------------------- |
| 当   | 第44回衆議院議員総選挙 | 2005年09月11日 | 46   | 福井県第1区 | 自由民主党 | 5万1242票  | 33.40% | 1    | 1/4                | /                            |
| 当   | 第45回衆議院議員総選挙 | 2009年08月30日 | 50   | 福井県第1区 | 自由民主党 | 7万8969票  | 49.97% | 1    | 1/3                | /                            |
| 当   | 第46回衆議院議員総選挙 | 2012年12月16日 | 53   | 福井県第1区 | 自由民主党 | 6万8027票  | 52.60% | 1    | 1/5                | /                            |
| 当   | 第47回衆議院議員総選挙 | 2014年12月14日 | 55   | 福井県第1区 | 自由民主党 | 11万6855票 | 64.84% | 1    | 1/3                | /                            |
| 当   | 第48回衆議院議員総選挙 | 2017年10月22日 | 58   | 福井県第1区 | 自由民主党 | 11万6969票 | 57.34% | 1    | 1/3                | /                            |
| 当   | 第49回衆議院議員総選挙 | 2021年10月31日 | 62   | 福井県第1区 | 自由民主党 | 13万6171票 | 65.46% | 1    | 1/2                | /                            |
| 当   | 第50回衆議院議員総選挙 | 2024年10月27日 | 65   | 福井県第1区 | 自由民主党 | 8万6906票  | 43.89% | 1    | 1/5                | /                            |